# Comité français de l'UICN
Le Comité français de l’UICN est le réseau d'organismes et d'experts de l’Union internationale pour la conservation de la nature en France. Il a été créé en 1992. Ce réseau est formé d'un partenariat original entre 2 ministères, 8 organismes publics et 42 organisations non gouvernementales, ainsi que de nombreux experts (plus de 250).

## Organisation
Le Comité français de l'UICN est une association loi de 1901 où tous ses organismes membres siègent au Conseil d'administration, ainsi que les présidents des commissions d'experts. Le Comité français s'appuie également sur des groupes de travail thématiques. Ce comité s'est fixé deux objectifs : répondre aux enjeux de la biodiversité en France et valoriser l’expertise française à l’international. 
Dans la pratique, le Comité français de l’UICN dresse des états des lieux, formule des recommandations et gère des projets dans le but de faire évoluer les politiques ainsi que les connaissances liées à la conservation de la biodiversité. Ces recommandations aident également à mettre en œuvre des actions pour favoriser la conservation de la biodiversité.
Son activité est organisée en 7 programmes thématiques : politiques de la biodiversité, aires protégées, espèces, écosystèmes, éducation & communication, outre-mer et coopération internationale.

### Membres
Le Ministère de l'Écologie ainsi que le Ministère des Affaires étrangères sont membres du comité. D'autres institutions publiques comme le Muséum national d'histoire naturelle, le Conservatoire du littoral, l'Office national de la chasse et de la faune sauvage et l'Office national des forêts sont également membres. Parmi les ONG, France Nature Environnement, la Fondation pour la Nature et l'Homme, le WWF France, la Ligue pour la protection des oiseaux, l'OPIE, et les réseaux d'espaces protégés (Réserves naturelles de France, Fédération des Parcs naturels régionaux, Fédération des conservatoires d'espaces naturels) sont notamment membres.

### Finances
Le Comité français de l'UICN bénéficie de financements publics (Ministères, établissements publics, collectivités) et privés (entreprises partenaires et mécénats).